# Inmaculada Nieto
Inmaculada Nieto Castro (Algeciras, Cádiz, 15 de marzo de 1971) es una politóloga y política andaluza, portavoz de Por Andalucía y diputada del Parlamento de Andalucía por Málaga.

## Biografía

### Formación académica
Inmaculada Nieto es licenciada en Ciencias Políticas por la Universidad de Granada y tiene un Máster en Administración Pública. También posee el título de Técnico Superior en Prevención de Riesgos Laborales. Actualmente estudia Derecho en la Universidad de Cádiz.  

### Trayectoria política
Nieto es afiliada a las Comisiones Obreras, sindicato en el que ha sido miembro de la ejecutiva comarcal del Campo de Gibraltar; y a Izquierda Unida Andalucía, partido del que forma parte de la ejecutiva federal, dirigida por Alberto Garzón. Desde 2021 es responsable de Política Institucional en Izquierda Unida.
Fue concejal del Ayuntamiento de Algeciras en el que desempeñó el cargo de primera teniente de Alcalde y concejal Delegada de Cultura, Feria y Fiestas desde junio de 2007 hasta junio de 2011. En esta etapa recibió la Insignia de Plata del Sindicato Unificado de Policías (SUP) en reconocimiento a su aportación en la defensa de los derechos y libertades en el Cuerpo Nacional de la Policía (CNP).
Diputada del Parlamento de Andalucía, ejercía como portavoz del Grupo Parlamentario de Unidas Podemos por Andalucía desde 2019 a 2022, cargo en el que relevó a Antonio Maíllo tras su renuncia. Como diputada andaluza se ha destacado por su trabajo como portavoz en la Comisión de Salud y Familias, y ejerce la portavocía de su grupo en las comisiones de Empleo, Formación y Trabajo Autónomo y en Desarrollo Estatutario.
En mayo de 2022 fue designada candidata a la Presidencia de la Junta de Andalucía por la coalición Por Andalucía, integrada por IULV-CA (partido al que pertenece), Más País Andalucía, Verdes Equo e Iniciativa del Pueblo Andaluz y apoyada por Podemos Andalucía y Alianza Verde, que se celebraron el 19 de junio, donde consiguieron cinco escaños.